# Rozenknop-ei
Het Rozenknop-ei (Russisch: 'Яйцо с бутоном розы) is een van de ongeveer vijftig paaseieren die de beroemde juwelier Peter Carl Fabergé maakte in opdracht van de Russische tsaren.
Na de dood van Alexander III volgde zijn zoon Nicolaas II hem op. Hij trouwde eind 1894 met Alix van Hessen-Darmstadt, die daarna de naam Alexandra Fjodorovna aannam en zo tsarina werd. Het ei was een geschenk aan haar en deed haar denken aan de rozentuin die ze had in Darmstadt. Het ei is eigendom van verzamelaar Viktor Vekselberg, die zo'n negen eieren heeft en wordt tentoongesteld in het Fabergé-museum in Sint-Petersburg. 

## De surprise
De surprise van dit ei is vermist, maar het was een gouden kroon met diamanten en robijnen en een cabochon hanger met robijnen. De kroon was een verwijzing naar Alexandra's nieuwe rol als keizerin.